# Molly Antopol

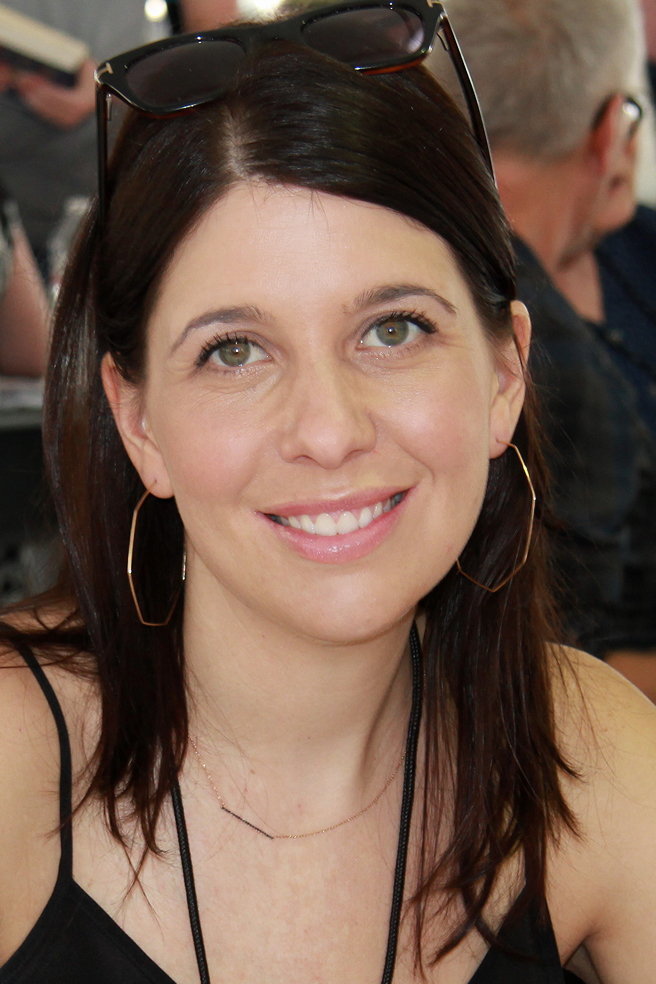
Molly Antopol beim Texas Book Festival (2014)

Molly Antopol (* 1979 in Culver City, Kalifornien) ist eine US-amerikanische Autorin und Dozentin.

## Werdegang
Antopol wurde in Culver City im Los Angeles County, Kalifornien geboren und wuchs in einer Kommune an der US-amerikanischen Ostküste auf. Sie schloss ihr Studium mit einem Master of Fine Arts der Columbia University ab. Nach dem Studium war sie für eine palästinensisch-israelische Menschenrechtsorganisation in Israel tätig. 2014 debütierte sie mit dem Kurzgeschichtenband The UnAmericans. Dafür erhielt sie 2015 den New York Public Library Young Lions Fiction Award, den Barnes and Noble Discover Great New Writers Award, den National Jewish Book Award und den Sami Rohr Prize for Jewish Literature.
Antopol lehrt kreatives Schreiben an der Stanford University. Sie lebt in San Francisco, Kalifornien.

## Werke
- The UnAmericans, W.W. Norton, New York City 2014 
  - Die Unamerikanischen. Aus dem Engl. von Patricia Klobusiczky. Hanser, Berlin 2015, ISBN 978-3-446-24771-0.